# Европейский маршрут E231
Европейский маршрут E231 — автомобильный европейский автомобильный маршрут категории Б, соединяющая в Голландии, города Амстердам и Амерсфорт.
Шоссе обслуживается Генеральным директоратом общественных работ и управления водными ресурсами при Министерстве инфраструктуры и водного хозяйства Нидерландов.

## Маршрут
- Нидерланды
  - E19 Корк
  - E30 Порт-Лиише

## История
В декларации развития транспортной сети 1950 года обозначен маршрут E35, который начинался в Амстердаме, проходил через Амерсфорт, нынешнюю восточную конечную станцию E 231, Гронинген и Бремен, и заканчивался в Гамбурге. Маршрутов с номерами E230 и E231 ещё не существовало. В 1975 году дорога между Амстердамом и Амерсфортом, по тому же маршруту, по которому он следует сегодня, получила обозначение E230, а дорога из Амерсфорта в Гронинген получила обозначение E231. Дорога E35 была проложена по новому маршруту, проходящему от Хук-ван-Холланд, через города Роттердам, Утрехт, Оберхаузен, Кёльн и Базель, в Рим, дорога была достроена в 15 марта 1983 года. В 1987 году E230, была перенумерована в E231, а бывшая E231 — в E232. E35 теперь начиная с Амстердама, но следует тому же маршруту, с города Утрехт.